# 范文芳
范文芳（英語：Fann Woon Fong，藝名Fann Wong，1971年1月27日—），是新加坡的女演员、歌手及模特兒。新加坡娱乐圈里的阿姐级人物，在影视界里有着相当高的地位。

## 个人背景

### 家庭
- 范文芳家中有父母、姐、弟、妹。

其外文名字Fann Wong各取自父母的羅馬拼音姓氏（父：Fann；母：Wong）。
- 老公李銘順，2009年结婚
- 儿子Zed，2014年8月9日產下

## 经历

### 1994年：出道
起初在台湾以当红模特身份出道，因为主演电视剧《美梦成真》而在新加坡电视圈立足，戏龄才一年多就以《缘尽今生》夺得新加坡红星大奖最佳女主角奖项。在新加坡演出不少脍炙人口的电视剧，例如《金枕头》，《新阿郎》等。

### 1998年至2000年：出演《神鵰俠侶》、《真心話》
1998年，凭新加坡版《神雕侠侣》获得中港台观众认可。
1999年，演出香港导演爾冬陞指导的港片《真心话》，並入围香港金像奖最佳新演员奖。

### 2001年至2008年：演出多部影視作品
2003年，因为与国际影星成龙演出好萊塢影片《皇家威龙》而亮相国际舞台。
2005年，在新加坡与德国联合拍摄制作的电视电影《融之堂》也受到欧洲观众的瞩目。
2008年凭《龙之舞》摘下首届『西好萊塢國際電影節』最佳女演員獎。近年来她也参与不少中国影视作品的演出，其中包括《奔月》、《聊斋奇女子》、《金大班》等。

### 2009年至2014年：結婚特輯《芳心有李》
2009年9月29日與李銘順在新加坡舉行婚禮，新傳媒8频道特別制作結婚特輯《芳心有李》以及現場直播婚宴盛況。同年10月11日，與李銘順在馬來西亞舉行婚禮。
2014年8月9日，產下男嬰，名為Zed。

### 2018年至2022年：主演新加坡剧《入侵者》
2018年，与李铭顺两人婚后首度合演新加坡电视剧《入侵者》，這是继《无炎的爱》之后，与李铭顺相隔14年再度合演新加坡剧。

## 音樂作品

### 個人專輯
| 年份   | 專輯名稱                  | 發行公司                                                           | 曲目 |
| 1996年 | Fanntasy                  | 海峽唱片、TCS(僅在新加坡發行)                                      | 曲目 1. 无欲无求 2. 别让情两难（与张信哲合唱） 3. 心事 4. 每个梦 5. 假戏真作 6. 星光 7. 到底要不要爱情 8. 爱曾经来过 9. 吹散为你留下的梦 10. 别让情两难 (Karaoke version)                                                                         |
| 1997年 | 《一個人生活》            | 海峽唱片（新加坡）、EMI（台灣）（《一個人生活》為台灣版 Fanntasy） | 曲目 1. 一個人生活（新加坡版是“无欲无求”） 2. 別讓情兩難（與張信哲合唱）（台湾版的编曲和新加坡版不一样） 3. 心事 4. 假戲真作 5. 化妝 6. 被愛的權利 7. 每個夢 8. 星光 9. 愛曾經來過 10. 吹散為你留下的夢                                           |
| 1998年 | 《逛街》                  | 海峽唱片（新加坡）、EMI（台灣）                                    | 曲目 1. Summer Rain 2. 逛街 3. 趁一切還來得及 4. 不怕 5. 孤單 6. 下午茶 7. 星期六 8. 跟随 9. 搬家 10. 預言（與張宇合唱） 11. 示情 |
| 1999年 | 《想你》                  | 海峽唱片（新加坡）、EMI（台灣）                                    | 曲目 1. LUV³ 2. 想你 3. 我還好 4. 謝謝再聯絡 5. 剛好 6. 或許我們可以 7. 一圈一圈 8. 虛擬實境 9. 緊急煞車 10. 快樂解藥 11. Honey Beer 12. Private Number（與英國男子團體911合唱） 13. 一圈一圈（remix版本）                                        |
| 2000年 | 《沒有問題》              | 海峽唱片（新加坡）、EMI（台灣）                                    | 曲目 1. 沒有問題 2. 也許 3. 你的溫度 4. 好想 5. 發呆 6. 好習慣 7. 到底等什麼 8. Stay 9. 另一個城市 10. 最近 |
| 2005年 | 《愛上了你》（新歌+精選） | MediaCorp Studios、海峽唱片（僅在新加坡發行）                      | 曲目 1. 漸走漸遠 2. 愛上了你 3. 天下有心人 4. Always On My Mind 5. 逛街(live band版) 6. Summer Rain 7. 想你 8. 一個人生活 9. 被愛的權利 10. Luv³ 11. 快樂解薬 12. 月亮的秘密 13. 好想 14. 愛就愛 There Is No Why 15. 我相信 16. 你的溫度 17. Stay |

### 單曲
| 年份   | 歌名                   | 劇名/節目              | 性質   | 備註                         |
| 1995年 | 〈別以為我不懂〉       | 電視劇《金枕頭》       | 插曲   | 與萬梓良合唱                 |
| 1995年 | “Just For Fun”           | 電視劇《金枕頭》       | 插曲   |                              |
| 1995年 | 〈如何對你說〉         | 電視劇《小飛魚》       | 主題曲 |                              |
| 1996年 | 〈真愛宣言〉           | 再見螢光蘭             | 主題曲 |                              |
| 1996年 | 〈牽動〉               | 電視劇《再見螢光蘭》   | 插曲   |                              |
| 1998年 | 〈看電視〉             | 新傳媒8頻道台歌        |        | 新傳媒人合唱                 |
| 1999年 | Private Number”         |                        |        | 與911合唱                    |
| 1999年 | 〈逛街〉（粵語版）     | 電影《真心話》         | 插曲   |                              |
| 1999年 | 〈真心話〉             | 電影《真心話》         | 插曲   |                              |
| 1999年 | 〈跟隨〉               | 電影《真心話》         | 插曲   |                              |
| 1999年 | “Moments of Magic”       | 新加坡政府千禧年慶典   | 主題曲 | 與蔡健雅、林玉婷合唱         |
| 2000年 | 〈豪情笑江湖〉         | 電視劇《笑傲江湖》     | 主題曲 |                              |
| 2000年 | 〈沒有江湖哪有情〉     | 電視劇《笑傲江湖》     | 插曲   |                              |
| 2000年 | 〈寫夢〉               | 電視劇《笑傲江湖》     | 插曲   |                              |
| 2000年 | 〈我来也匆匆去也匆匆〉 | 電視劇《我來也》       | 主題曲 |                              |
| 2000年 | 〈我相信〉             | 電視劇《我來也》       | 主題曲 |                              |
| 2000年 | 〈月亮的秘密〉         | 電影《月亮的秘密》     | 主題曲 |                              |
| 2001年 | 〈情〉                 | 《白蛇新傳》           | 主題曲 |                              |
| 2001年 | 〈分享〉               | 《大酒店》             | 主題曲 | 與鄭惠玉、郭妃麗、夢飛船合唱 |
| 2002年 | 〈天下有心人〉         |                        |        |                              |
| 2003年 | 〈找到〉               | 新加坡抗SARS歌曲       |        | 群星合唱                     |
| 2003年 | 〈明天還有更遠的路程〉 | 電視劇《無炎的愛》     | 主題曲 |                              |
| 2003年 | 〈忘不了你的眼睛〉     | 電視劇《無炎的愛》     | 插曲   |                              |
| 2003年 | Always On My Mind      | 電視劇《無炎的愛》     | 插曲   |                              |
| 2003年 | 〈相聚〉               | 電視劇《奔月》         | 主題曲 |                              |
| 2005年 | 〈新年到〉             | 新傳媒農曆新年賀歲歌曲 |        |                              |
| 2005年 | 〈春風吻上我的臉〉     | 新傳媒農曆新年賀歲歌曲 |        | 與鄭惠玉合唱                 |
| 2005年 | 〈路〉                 | 電視劇《鏡中人》       | 主題曲 |                              |
| 2006年 | 〈尋夢〉               | 電影《生肖傳奇》       | 插曲   |                              |
| 2006年 | “In My Dreams”           | 電影《生肖傳奇》       | 插曲   |                              |
| 2006年 | 〈福祿壽〉             | 新傳媒農曆新年賀歲歌曲 |        | 與李銘順合唱                 |
| 2007年 | 〈春花齊放〉           | 新傳媒農曆新年賀歲歌曲 |        |                              |
| 2007年 | 〈我有一個夢想〉       | 慈善歌曲               |        |                              |
| 2008年 | 〈春天來了〉           | 新傳媒農曆新年賀歲歌曲 |        |                              |
| 2010年 | 〈富貴年〉             | 新傳媒農曆新年賀歲歌曲 |        | 與李銘順合唱                 |
| 2011年 | 〈大家恭喜〉           | 新傳媒農曆新年賀歲歌曲 |        |                              |
| 2011年 | 〈向愛奔跑〉           | 電視劇《生日快樂》     | 主題曲 | 與陈汉玮合唱                 |
| 2011年 | 〈忙〉                 | 電視劇《生日快樂》     | 插曲   |                              |

## 影视作品

### 電視劇
| 年份   | 國家              | 劇名                                        | 角色                                 |
| 1991年 | 新加坡            | 《三面夏娃》                                | 客串 T臺走秀模特（第23集）           |
| 1994年 | 新加坡            | 《美夢成真》                                | 李琳                                 |
| 1994年 | 新加坡            | 《勇者無俱》                                | 董紹琪                               |
| 1995年 | 新加坡            | 《緣盡今生》                                | 方玲                                 |
| 1995年 | 新加坡            | 《陽光列車》                                | 葉馨平                               |
| 1995年 | 新加坡            | 《金枕头》                                  | 李明珠                               |
| 1995年 | 新加坡            | 《生命火花》                                | 馬嘉嘉                               |
| 1996年 | 新加坡            | 《解連環》                                  | 葉琴                                 |
| 1996年 | 新加坡            | 《新上海假期》                              | 簡妮                                 |
| 1996年 | 新加坡            | 《再見螢光蘭》                              | 柳熒                                 |
| 1996年 | 新加坡            | 《新阿郎》（又名：一路風塵）                | 林曉雲                               |
| 1998年 | 新加坡            | 《神鵰俠侶》                                | 小龍女                               |
| 1998年 | 新加坡            | 《石叻坡傳說之紅山林姑娘》                  | 林姑娘                               |
| 1999年 | 新加坡            | 《步步為贏》                                | 張文華                               |
| 2000年 | 新加坡            | 《笑傲江湖》                                | 任盈盈                               |
| 2000年 | 新加坡            | 《星鎖》                                    | Orange                               |
| 2001年 | 新加坡            | 《我來也》                                  | 柳非雁                               |
| 2001年 | 臺灣 · 新加坡     | 《青蛇與白蛇》 （又名：白蛇新傳、青蛇外傳） | 白蛇、白素貞、秦瀟瀟、西施、白蛇元神 |
| 2001年 | 新加坡            | 《大酒店》                                  | 客串 玫瑰、葉曉芳                    |
| 2002年 | 新加坡 · 中国大陆 | 《有情有義》                                | 李婷                                 |
| 2003年 | 新加坡 · 中国大陆 | 《奔月》                                    | 嫦娥、尋月                           |
| 2003年 | 新加坡            | 《無炎的愛》                                | 關斯嘉                               |
| 2004年 | 新加坡 · 中国大陆 | 《我愛鍾無艷》                              | 鍾無艷                               |
| 2005年 | 新加坡            | 《鏡中人》                                  | 王毅芯、Joe Ann                      |
| 2005年 | 中国大陆          | 《猜心妙手》                                | 朝陽公主                             |
| 2005年 | 新加坡 · 中国大陆 | 《福祿壽三星報喜》                          | 麻姑                                 |
| 2006年 | 新加坡            | 《至尊紅顏》                                | 王曦怡                               |
| 2007年 | 新加坡            | 《奇跡》                                    | 劉書妍                               |
| 2007年 | 新加坡            | 《幸運星》新加坡                            | 江心妤                               |
| 2007年 | 中国大陆          | 《聊齋奇女子》連城單元                      | 史連城                               |
| 2008年 | 新加坡            | 《沸騰冰點》                                | 林可欣                               |
| 2009年 | 中国大陆          | 《金大班》                                  | 任黛黛                               |
| 2009年 | 新加坡            | 《雙子星》                                  | 方宋喬                               |
| 2010年 | 中国大陆          | 《姑蘇十二娘》                              | 子馨                                 |
| 2011年 | 新加坡            | 《生日快樂》                                | 蕭凱欣                               |
| 2011年 | 新加坡            | 《邊緣父子》                                | 劉佳麗                               |
| 2012年 | 中国大陆          | 《活佛濟公3》                               | 雪柔                                 |
| 2012年 | 中国大陆          | 《屯戍西疆》                                | 陸婉芝                               |
| 2014年 | 新加坡            | 《我的宝贝机密》                            | 陸云飞                               |
| 2015年 | 中国大陆          | 《大漢情緣之云中歌》                        | 无泪(客串)                           |
| 2016年 | 臺灣              | 《滾石愛情故事-最浪漫的事》                 | 吳加美                               |
| 2018年 | 新加坡            | 《入侵者》                                  | 王思婷                               |
| 2019年 | 新加坡            | 《谢谢你出现在我的行程里》                  | 伍秀玉                               |
| 2019年 | 臺灣 · 新加坡     | 《你那邊怎樣·我這邊OK》                     | Linda                                |
| 2019年 | 中国大陆          | 《扑通扑通的青春》                          | 曾苓                                 |
| 2020年 | 新加坡            | 《剃头刀-阿签传奇》                         | 阿母（Ah Bu）                        |
| 2022年 | 中国大陆          | 《親愛的！好久不見》                        | 周紫璇                               |
| 2024年 | 臺灣              | 《不如海邊吹吹風》                          | Lily姐                               |
| 2025年 | 臺灣              | 《整形過後》                                |                                      |

### 電影
| 年份   | 國家/地區       | 片名                              | 角色                 |
| 1989年 | 英屬香港        | 《贼公差婆》                      | 客串 華姐            |
| 1995年 | 新加坡          | 《再世情缘》                      | 阿英                 |
| 1997年 | 新加坡          | 《四点金》                        | 香姑                 |
| 1999年 | 香港 · 新加坡   | 《真心話》                        | 阿真                 |
| 2000年 | 香港            | 《月亮的祕密》                    | 乐乐                 |
| 2003年 | 美国            | 《皇家威龍》（Shanghai Knights）  | 姜玲（Chon Lin）     |
| 2005年 | 臺灣            | 《龍眼粥》                        | 何心悦、张音         |
| 2006年 | 新加坡          | 《生肖傳奇》                      | 配音 貓、蛇          |
| 2007年 | 新加坡          | 《我在政府部門的日子》            | 周谭雅（Tanya Chew） |
| 2008年 | 新加坡          | 《老師嫁老大》                    | 王丽华               |
| 2008年 | 新加坡 · 美国   | 《龍之舞》（Dance of the Dragon） | Emi Lim              |
| 2009年 | 新加坡          | 《大囍事》                        | 谢文琪               |
| 2010年 | 中国大陆        | 《一不留神》                      | 米粒                 |
| 2010年 | 中国大陆 · 臺灣 | 《藍色矢車菊》                    | 桑云                 |
| 2010年 | 新加坡          | 《福星到》                        | 傅欣                 |
| 2012年 | 中国大陆        | 《愛誰誰》                        | 韩婉婷               |
| 2013年 | 中国大陆        | 《暴走吧，女人》                  | 色拉                 |
| 2014年 | 中国大陆        | 《洋妞到我家》                    | 蒙蒙                 |
| 2015年 | 中国大陆        | 《将错就错》                      | 电视台记者           |
| 2016年 | 臺灣            | 《心靈時鐘》                      | 方惠英               |
| 2019年 | 中国大陆        | 《他她他她》                      | 沈柔嘉               |
| 2019年 | 新加坡          | 《女鬼爱上尸》                    |                      |
| 2022年 | 中国大陆        | 《遇见你之后》                    |                      |

### 電視電影
| 年份   | 國家          | 片名                              | 角色           |
| 1995年 | 新加坡        | 《血案迷情》                      | 林安妮、小娇   |
| 1995年 | 新加坡        | 《再世情緣》                      | 沈英           |
| 1996年 | 新加坡        | 《四點金》                        | 香菇           |
| 1997年 | 新加坡        | 《流氓英雄》                      | 赵丽、赵丽母亲 |
| 2005年 | 新加坡、 德国 | 《融之堂》                        | 陈美玲         |
| 2006年 | 中国大陆      | 《陸小鳳傳奇之鳳舞九天》(中國)    | 沙曼           |
| 2007年 | 中国大陆      | 《調包》(又名:十全十美之相聚北京) | 柳歡           |
| 2012年 | 中国大陆      | 《旱地忽律朱贵》                  | 芙蓉           |
| 2013年 | 新加坡        | 《心动》                          | 王雪仁         |

### 網路電影
| 年份   | 國家 | 片名         | 角色          |
| 2003年 | 臺灣 | 《自體毀滅》 | 敏敏、Marlene |

## 平面作品

### 寫真集
| 年份   | 書名        |
| 2000年 | In the Mood |

### 插畫集
| 年份   | 書名                       |
| 2005年 | 筆芳說（Girl Illustrated） |

### 動畫
| 年份   | 動畫                               |
| 2007年 | 范文芳的異想世界（Fanntasy World） |

## 节目主持

### 电视
| 年份   | 頻道              | 節目                 |
| 1995年 | 新加坡新傳媒8頻道 | 才華橫溢出新秀總決賽 |
| 1998年 | 台灣TVBS-G        | 范文芳的音樂愛情故事 |
| 2001年 | 新加坡新傳媒8頻道 | 奇趣搜搜搜           |
| 2002年 | 新加坡新傳媒8頻道 | 非常任務             |
| 2002年 | 新加坡新傳媒8頻道 | 非范之想             |
| 2005年 | 新加坡新傳媒U頻道 | IN女皇Ⅰ              |
| 2006年 | 新加坡新傳媒U頻道 | IN女皇Ⅱ              |
| 2006年 | 新加坡新傳媒8頻道 | 扮美達人             |
| 2009年 | 新加坡新傳媒U頻道 | 亞洲時尚風           |
| 2009年 | 新加坡新傳媒8頻道 | 芳心有李             |
| 2011年 | 新加坡新傳媒8頻道 | 小村大任務           |
| 2012年 | 新加坡新傳媒8頻道 | 金龙腾飞庆丰年       |
| 2012年 | 中国上海东方卫视  | 驶向未来的力量       |
| 2021年 | 新加坡新傳媒8頻道 | 糖朝冠冕             |

## 獎項

### 演技獎項
| 年份 | 頒獎典禮                                                                | 獎項             | 劇集                          | 角色                                 | 結果 |
| ---- | ----------------------------------------------------------------------- | ---------------- | ----------------------------- | ------------------------------------ | ---- |
| 1995 | 第2屆 紅星大獎1995                                                      | 最佳女主角       | 《緣盡今生》                  | 方玲                                 | 獲獎 |
| 1996 | 第3屆 紅星大獎1996                                                      | 最佳女主角       | 《解連環》                    | 叶琴 织月（四姨太） 李香媚           | 提名 |
| 1996 | 第1屆 亞洲電視大獎                                                      | 最佳戲劇女演員獎 | 《解連環》                    | 叶琴 织月（四姨太） 李香媚           | 提名 |
| 1997 | 第4屆 紅星大獎1997                                                      | 最佳女主角       | 《四點金》                    | 香姑                                 | 提名 |
| 1998 | 第5屆 紅星大獎1998                                                      | 最佳女主角       | 《神鵰俠侶》                  | 小龙女                               | 提名 |
| 1999 | 第6屆 紅星大獎1999                                                      | 最佳女主角       | 《步步為贏》                  | 张文华                               | 提名 |
| 2000 | 第19屆 香港電影金像獎                                                   | 最佳新演員       | 《真心話》                    | 阿真                                 | 提名 |
| 2000 | 第7屆 紅星大獎2000                                                      | 最佳女主角       | 《笑傲江湖》                  | 任盈盈                               | 提名 |
| 2001 | 第8屆 紅星大獎2001                                                      | 最佳女主角       | 《我來也》                    | 柳非雁                               | 提名 |
| 2003 | 第12屆 MTV電影獎                                                        | 最佳打鬥         | 《皇家威龍》 Shanghai Knights | Chon Lin                             | 提名 |
| 2004 | 第11屆 紅星大獎2004                                                     | 最佳女主角       | 《無炎的愛》                  | 关斯嘉                               | 提名 |
| 2005 | 第12屆 紅星大獎2005                                                     | 最佳女主角       | 《鏡中人》                    | 王毅芯／Joe Ann                      | 提名 |
| 2006 | 第13屆 紅星大獎2006                                                     | 最佳女主角       | 《至尊紅顏》                  | 王曦怡                               | 提名 |
| 2008 | 第2屆 美國西好萊塢國際影展 (West Hollywood International Film Festival) | 最佳女演員       | 《龍之舞》                    | Emi Lim                              | 獲獎 |
| 2009 | 第15屆 紅星大獎2009                                                     | 最佳女主角       | 《沸騰冰點》                  | 林可欣                               | 提名 |
| 2009 | 第14屆 亞洲電視大獎                                                     | 最佳戲劇女演員獎 | 《沸騰冰點》                  | 林可欣                               | 提名 |
| 2011 | 2011年中国电视剧华鼎奖                                                  | 传奇类最佳女演员 | 《青蛇与白蛇》                | 白蛇、白素贞、秦潇潇、西施、白蛇元神 | 提名 |
| 2012 | 第18屆 紅星大獎2012                                                     | 最佳女主角       | 《邊緣父子》                  | 劉佳麗                               | 提名 |
| 2019 | 第25屆 紅星大獎2019                                                     | 最佳女主角       | 《入侵者》                    | 王思婷                               | 提名 |

### 其他獎項
| 年份   | 名稱                                         | 獎項                             | 結果 |
| 1995年 | 新加坡新傳媒"紅星大獎"                       | 最受歡迎新人                     | 獲獎 |
| 1995年 | 新加坡新傳媒"紅星大獎"                       | 最佳女主角                       | 獲獎 |
| 1995年 | 新加坡新傳媒"紅星大獎"                       | 五大最受歡迎女藝人               | 獲獎 |
| 1996年 | 新加坡新傳媒"紅星大獎"                       | 十大最受歡迎女藝人               | 獲獎 |
| 1997年 | 新加坡新傳媒"紅星大獎"                       | 十大最受歡迎女藝人               | 獲獎 |
| 1998年 | 新加坡新傳媒"紅星大獎"                       | 十大最受歡迎女藝人               | 獲獎 |
| 1998年 | 新加坡新傳媒"紅星大獎"                       | 台灣最受歡迎女藝人               | 獲獎 |
| 1998年 | 新加坡新傳媒"Y.E.S 933 HIT Awards"           | 最受歡迎本地歌手                 | 獲獎 |
| 1999年 | 新加坡新傳媒"紅星大獎"                       | 十大最受歡迎女藝人               | 獲獎 |
| 2000年 | 新加坡新傳媒"紅星大獎"                       | 十大最受歡迎女藝人               | 獲獎 |
| 2000年 | 新加坡新傳媒"紅星大獎"                       | 終身成就獎                       | 獲獎 |
| 2001年 | 新加坡新傳媒"紅星大獎"                       | 十大最受歡迎女藝人               | 獲獎 |
| 2002年 | 新加坡新傳媒"紅星大獎"                       | 十大最受歡迎女藝人               | 獲獎 |
| 2003年 | 新加坡新傳媒"紅星大獎"                       | 十大最受歡迎女藝人               | 獲獎 |
| 2003年 | 新加坡"Fashion Awards"                       | 最佳名人風格獎                   | 獲獎 |
| 2004年 | 新加坡"街頭文化節"                           | 最佳國際女演員獎                 | 獲獎 |
| 2004年 | 新加坡新傳媒"紅星大獎"                       | 十大最受歡迎女藝人               | 獲獎 |
| 2005年 | 新加坡新傳媒"紅星大獎"                       | 超級紅星                         | 獲獎 |
| 2007年 | 中國國家廣播電影電視總局"電視電影百合獎"     | 十大最佳電視電影女演員（第二名） | 獲獎 |
| 2007年 | 中國《時尚》雜誌"最具女人味華人女星頒獎典禮" | 最親和女人味大獎                 | 獲獎 |
| 2007年 | 新加坡新傳媒"紅星大獎"                       | 最受歡迎銀幕情侶                 | 獲獎 |
| 2009年 | 新加坡聯合晚報“e樂大賞”                      | 人氣本地電影演員                 | 獲獎 |
| 2010年 | 新加坡聯合晚報“e樂大賞”                      | 人氣本地電影演員                 | 獲獎 |
| 2010年 | 美國CNN                                      | “亞洲25大最佳演員”之一           | 獲獎 |
| 2011年 | 新加坡聯合晚報                               | “e樂大賞”人氣本地電影演員        | 獲獎 |
| 2012年 | 新加坡新傳媒                                 | "紅星大獎"最i明星风范奖          | 獲獎 |
| 2012年 | 中国第七届"旅游金榜颁奖盛典"                 | 时尚常旅客奖                     | 獲獎 |
| 2012年 | 中国"华鼎奖"                                 | 亚洲最受欢迎女演员               | 獲獎 |
| 2012年 | 第九届"亚洲音乐节"                           | 最佳亚洲艺人                     | 獲獎 |

## 外部連結
- Fann Wong的Facebook專頁
- Fann Wong的X（前Twitter）
- 范文芳的新浪微博
- 范文芳的Instagram帳戶
- FFC-范文芳新加坡官方網
- Fann Wong 范文芳 MediaCorp Artiste
- 范文芳在互联网电影资料库（IMDb）上的資料（英文）
- 范文芳在香港影庫上的簡介
- 范文芳在时光网上的簡介（简体中文）
- 范文芳在豆瓣上的资料（简体中文）
- 華文影史庫 范文芳 簡介 （页面存档备份，存于）

| 前任： - | 红星大奖 最佳女主角 1995年 | 繼任： 鄭惠玉 |